# Gomo Onduku
Richard Gomo Onduku (n. 17 noiembrie 1993, Ekeremor⁠(d), Statul Bayelsa, Nigeria) este un fotbalist nigerian, a evoluat pe posturile de aripă stânga și al doilea vârf la clubul din Veikkausliiga, Tampereen Ilves[*].